# Oxytropis neglecta
Oxytropis neglecta es una de planta  perteneciente a la familia Fabaceae.

## Descripción
Es una planta que, a lo más, puede ser algo caulescente, alcanza un tamaño de hasta de 35 cm de altura y cuyo indumento, no adpreso, varía en punto a densidad –escaso, en general–. Hojas de (7)10-15(22) pares de folíolos, éstos muy variables en sus dimensiones, más bien lanceolados (de anchura máxima situada normalmente hacia su parte inferior) y agudos, poco pelosos con frecuencia; estípulas no soldadas la una a la otra por la parte que se opone al pecíolo. La inflorescencia en forma de racimo de ordinario nutrido (hasta más de 20 flores) y cuyo pedúnculo da con frecuencia la sensación de gracilidad (pocas veces de 0,9 mm de diámetro). Corola recién abierta de una rosa fuerte, ± violáceo, comparativamente pequeña (estandarte 10-12 mm); apículo de la quilla c. 1,2 mm. Dientes del cáliz cuya longitud es en la mayor parte de las poblaciones pequeña (1/5-1/3 de la del tubo). Frutos 15-20 x 4,8-5,2 mm, ± patentes, con pelos no muy densos y relativamente cortos (0,4-0,8 mm); con apreciable carpóforo (casi de la longitud del tubo del cáliz) –cáliz que no se rasga–, no tabicados ventral ni dorsalmente

## Distribución y hábitat
Se encuentra en los pastos pedregosos de alta montaña, preferentemente sobre calizas a una altitud de (1500)1850-2900(3100) metros desde los Cárpatos del SW al extremo calcáreo de la Cordillera Cantábrica, pasando por los Alpes, los Apeninos y los Pirineos. Pirineos orientales?, centrales y occidentales, más calizas altas de la Cordillera Cantábrica, donde alcanza por el W Ubiña y Orniz. 

## Taxonomía
Oxytropis neglecta fue descrita por (Wahlenb.) Ten. y publicado en Syll. Pl. Fl. Neapol. : 368 (1831)
Citología
Número de cromosomas de Oxytropis neglecta (Fam. Leguminosae) y táxones infraespecíficos: 2n=16
Etimología
Oxytropis: nombre genérico que proviene del griego y significa "quilla afilada".
neglecta: epíteto latino que significa "despreciada".
Sinonimia
- Astragalus pyrenaicus (Godr. & Gren.) Rouy
- Oxytropis carniolica Vierh.
- Oxytropis generosa Brugger
- Oxytropis huteri Rchb.f.
- Oxytropis jacquinii sensu Martincic & Svsnik
- Oxytropis montana subsp. jacquinii sensu Hayek
- Oxytropis montana subsp. pyrenaica (Godr. & Gren.) O.Bolos & Vigo
- Oxytropis montana subsp. retezatensis Pawl.
- Oxytropis montana subsp. samnitica (Arcang.) Hayek
- Oxytropis pyrenaica Godr. & Gren.
- Oxytropis samnitica (Arcang.) Vierh.
- Oxytropis triflora sensu auct.[6][7]